# Bataille de La Corogne
Guerre d'indépendance espagnole
Batailles
- Durango (10-1808)
- Balmaseda (11-1808)
- Burgos (11-1808)
- Roses (11-1808)
- Espinosa (11-1808)
- Tudela (11-1808)
- Bubierca (11-1808)
- Somosierra (11-1808)
- Cardedeu (12-1808)
- Saragosse (12-1808)
- 1re Molins de Rei (12-1808)
- Sahagún (12-1808)
- Benavente (12-1808)
- Mansilla (12-1808)
- Castelló d'Empúries (01-1809)
- Cacabelos (01-1809)
- Lugo (01-1809)
- Zamora (01-1809)
- Astorga (01-1809)
- La Corogne (01-1809)

La bataille de La Corogne (ou bataille d'Elviña) fut l'une des batailles de la guerre d'indépendance espagnole qui eut lieu le 16 janvier 1809 et opposa les 16 000 Britanniques sous le commandement de Sir John Moore aux 16 000 Français du maréchal Jean-de-Dieu Soult.

## Contexte de la bataille
À la suite de la Convention de Cintra, du rapatriement de l'armée française après la bataille de Vimeiro, les commandants de l'armée britannique furent rappelés en Grande-Bretagne, y compris Sir Arthur Wellesley, pour y répondre devant une commission d'enquête. En conséquence, le corps expéditionnaire britannique au Portugal fut laissé sous les ordres de Sir John Moore, un commandant militaire qui jouissait d'une certaine notoriété pour avoir réformé la tactique de l'infanterie légère.

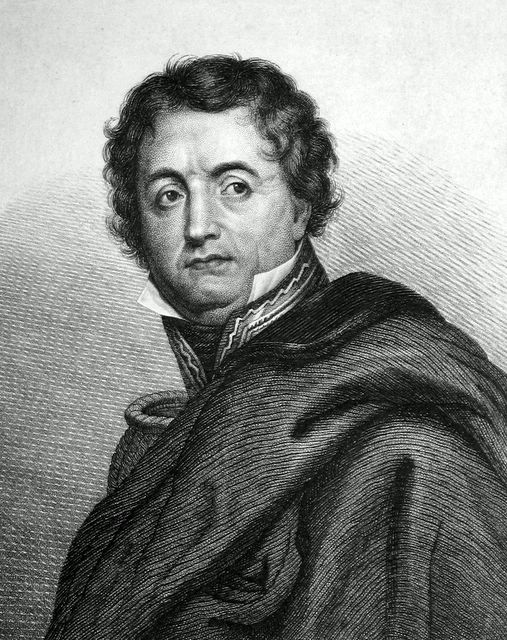
Le maréchal Jean-de-Dieu Soult.

Cependant, la campagne qui suivit fut marquée par une mésentente avec les Espagnols et bien des privations. La retraite, menée dans un hiver rude, tourna au désastre et coûta la vie à plus de 6 000 soldats britanniques. Les marches épuisantes, le froid et les fréquentes escarmouches avec les unités françaises d'avant-garde poussèrent de nombreux soldats à abuser de l'alcool, à s'enivrer et à traîner en arrière. 
Moore fut très déçu par le général La Romana et ne reçut aucune aide de ses alliés espagnols, après leur défaite par une armée menée en personne par Napoléon, les Britanniques décidèrent de se replier vers le port de La Corogne, à l'extrême nord-ouest et à l'entrée du Golfe de Gascogne. Moore espérait attirer l'armée française loin du Portugal afin de permettre au petit contingent britannique stationné dans ce pays de recevoir des renforts, et aux armées espagnoles de se reconstituer. 
Apprenant que l'armée britannique se trouvait non loin de Sahagún, prête à attaquer le corps du maréchal Soult, Napoléon fit traverser à ses troupes le col du Guadarrama et les lança contre l'ennemi, espérant l'encercler et le détruire. Cependant, Moore éventa le piège et recula prudemment ; ses hussards infligèrent une défaite cuisante aux chasseurs à cheval de la Garde à Benavente, le 29 décembre 1808.
Non loin d'Astorga, Napoléon apprit que l'Autriche faisait des préparatifs de guerre (à moins que ce ne fût un prétexte pour sortir du jeu puisque la poursuite des Britanniques restait stérile). Il rentra en France pour faire face à cette nouvelle menace, laissant à Soult le soin d'en finir avec les restes de l'armée britannique, le faisant appuyer par les troupes du maréchal Ney : celui-ci se tiendra à l'écart et n'apportera aucune aide à son collègue. Après un combat indécis à Lugo, Soult poursuivit les Britanniques jusqu'à La Corogne.

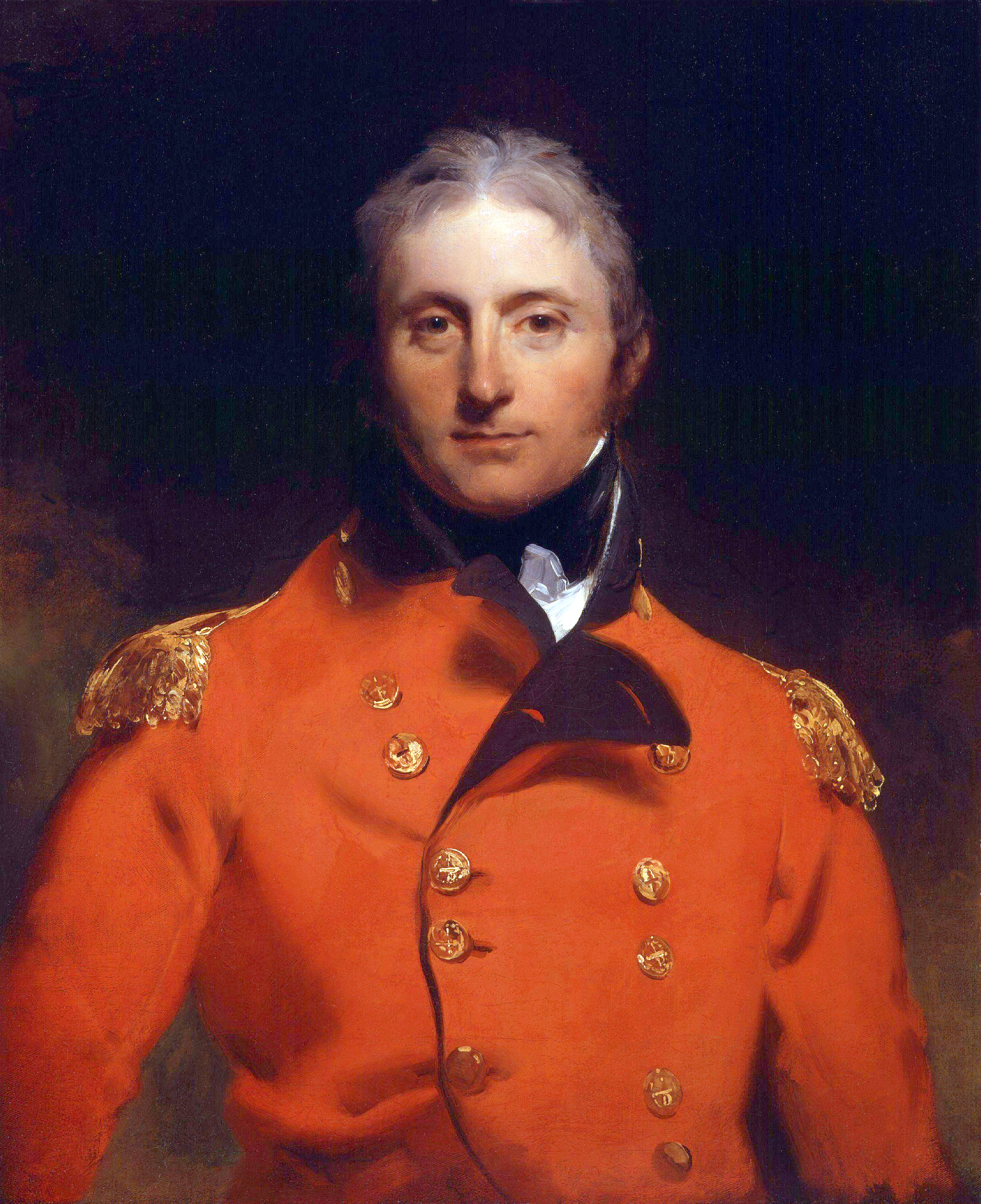
Sir John Moore, le commandant britannique.

## Déroulement de la bataille

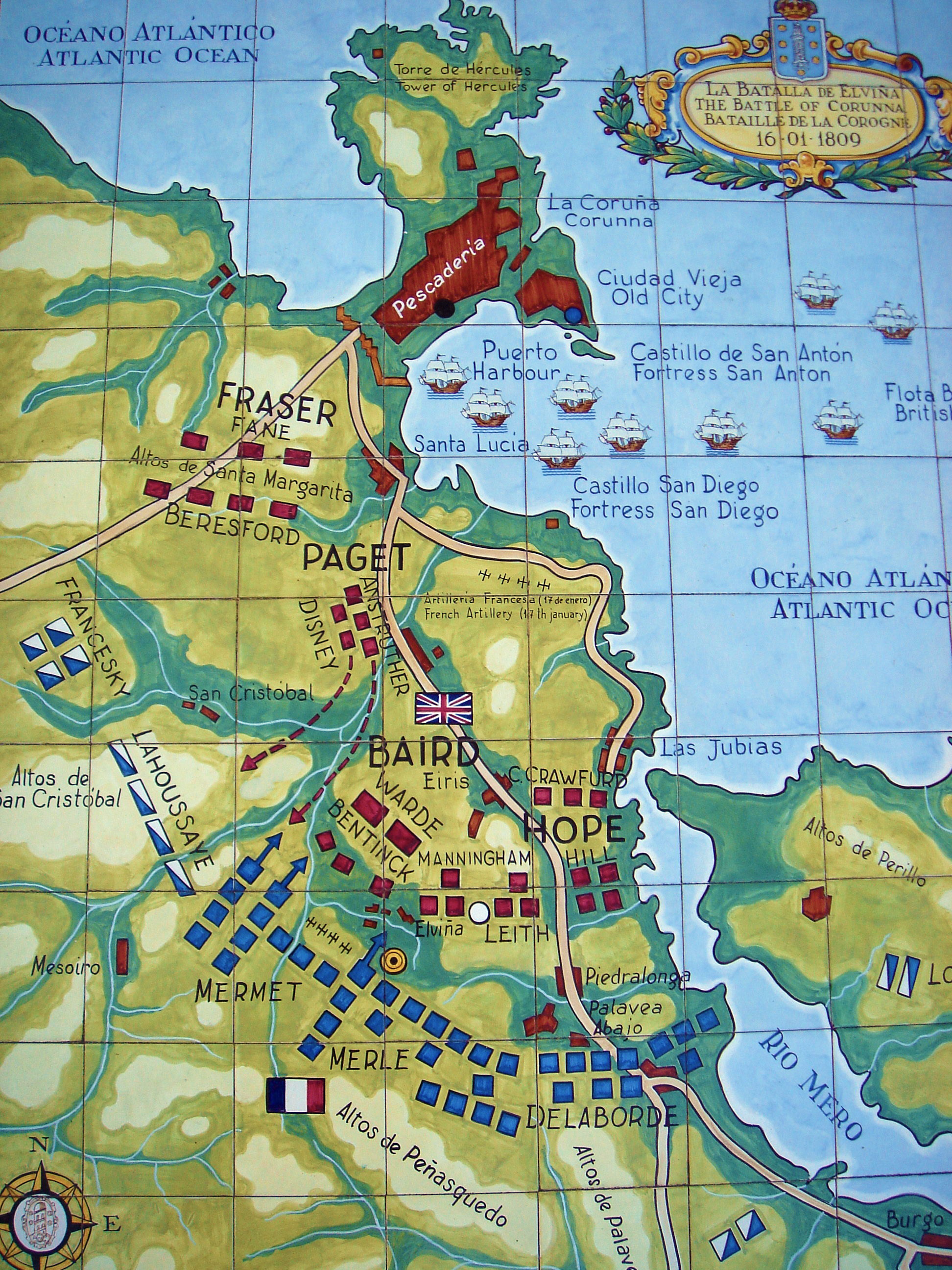
Carte de la bataille.

Le 15 janvier, 500 tirailleurs français sous les ordres du général Jardon menèrent la première attaque à travers un terrain accidenté, repoussant les Britanniques hors de Palavea (es) et Penasquedo. Des colonnes françaises prenant d'assaut les hauteurs de Monte Mero s'exposèrent au tir meurtrier de l'infanterie légère britannique, mais avec le support de leur artillerie, réussirent à repousser le 59e régiment sur la crête. Une tentative du 51e d'infanterie de capturer les canons français se heurta à l'infanterie et le 51e fut décimé et mis en déroute. 
Le 16 janvier, les Français entrèrent dans le village d'Elviña (es), où une fameuse contre-attaque du 42e Highlanders les força à se retirer après un sanglant combat à la baïonnette. La retraite du 50e d'infanterie britannique (en) obligea finalement les Écossais à regagner leurs positions.
La bataille d'Elviña n'était pas encore décidée quand John Moore fut frappé à l'épaule gauche par un boulet de canon et mourut à 20 h à La Corogne. Le 42e Highlanders s'abattit une fois encore sur le village et continua à combattre jusqu'à la tombée de la nuit. Des combats indécis se déroulèrent jusqu'à 18 h. Pendant la nuit, les Britanniques se retirèrent vers leurs embarcations en abandonnant le champ de bataille. 
La poursuite des Français étant assez lente, ce n'est qu'au début de l'après-midi que leurs canons ouvraient le feu sur les sloops et transports de troupe mouillés dans la baie. La résistance intrépide de la petite garnison espagnole de La Corogne, sous les ordres du général Alcedo (en) et le bombardement de soutien depuis les frégates et les navires de guerre, les maintint à distance pendant l'embarquement de l'armée britannique, dont de nombreux éléments allaient combattre plus tard sous les ordres de Wellington.

## Conséquences
Poursuivant sans relâche ses opposants britanniques, le maréchal Soult parviendra à couvrir 315 kilomètres en quatorze jours avec une cadence moyenne de 30 à 35 kilomètres par jour avec son armée, ce qui lui vaudra le surnom de « Duke of Damnation » par les Britanniques.

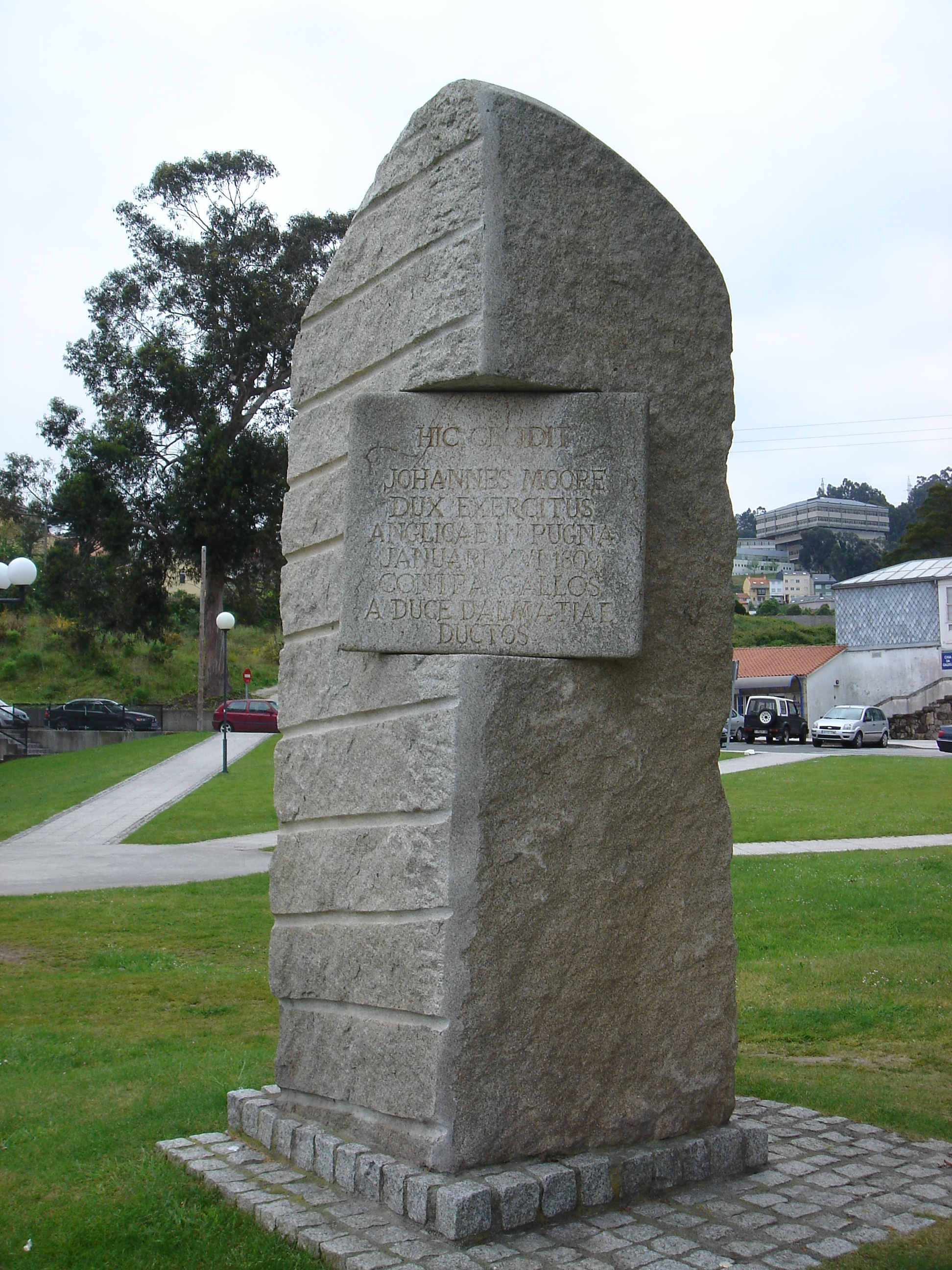
Monolithe en l'honneur de John Moore, sur l'ancien champ de bataille, désormais le campus de l'université de La Corogne.

À La Corogne, les Britanniques comptèrent environ 800 morts ou blessés. Soult mit la main sur 20 000 mousquets, 44 pièces de canon, 150 caissons, des bagages, un trésor, et fait environ 6 000 prisonniers.
La bataille de La Corogne suivie de la retraite révéla tout le potentiel désastreux d'une campagne hivernale, principale cause des souffrances et privations de l'armée britannique dans la péninsule Ibérique. De nombreux soldats pillèrent la campagne espagnole, ce qui ne contribua pas à les rendre populaires auprès de leurs alliés espagnols. Par la suite, le futur général en chef Arthur Wellesley veillera à coordonner efficacement sa logistique entre Espagnols, Portugais et Britanniques, et s'assurera que ces derniers payent régulièrement leurs fournisseurs locaux. 
Le manque de communications entre les alliés contribua aussi au désastre. Le rôle de l'armée de Moore était de soutenir l'effort des armées espagnoles face à Napoléon. Cependant, quand elle arriva à Salamanque, Napoléon avait déjà défait les Espagnols. Plus tard, de sérieux efforts furent entrepris pour centraliser le commandement et les communications, dans les mains des généraux britanniques comme Beresford et Sir Arthur Wellesley. 
Les Britanniques retournèrent dans la même année au Portugal en étant reposés et réapprovisionnés sous les ordres d'un nouveau commandant, qui deviendra premier duc de Wellington et fut une constante épine dans le pied de Napoléon.

## Sources
- (en) Cet article est partiellement ou en totalité issu de l’article de Wikipédia en anglais intitulé « Battle of Corunna » (voir la liste des auteurs).

## Autres lectures
- « 1808-1809, Napoléon en Espagne : Tudela-Somosierra-La Corogne », revue Gloire & Empire no 19, juillet-août 2008.
- Natalia Griffon de Pleineville, La Corogne - Les Aigles en Galice, LCV, 2009.